# Benjamín de la Calle
Benjamín de la Calle (26. října 1869 Yarumal – 28. března 1934 Medellín) byl kolumbijský fotograf, považovaný za jednoho z nejvýznamnějších ve své zemi ve 20. století.

## Životopis
Jeho dílo je považováno za dědictví národa, protože ztvárnil nesmírné množství politiků, renomovaných osobností i obyčejných lidí, kterým se podařilo zachovat kolumbijskou kulturu počátku 20. století na více než 5 000 negativech, které po sobě zanechal.

## Galerie

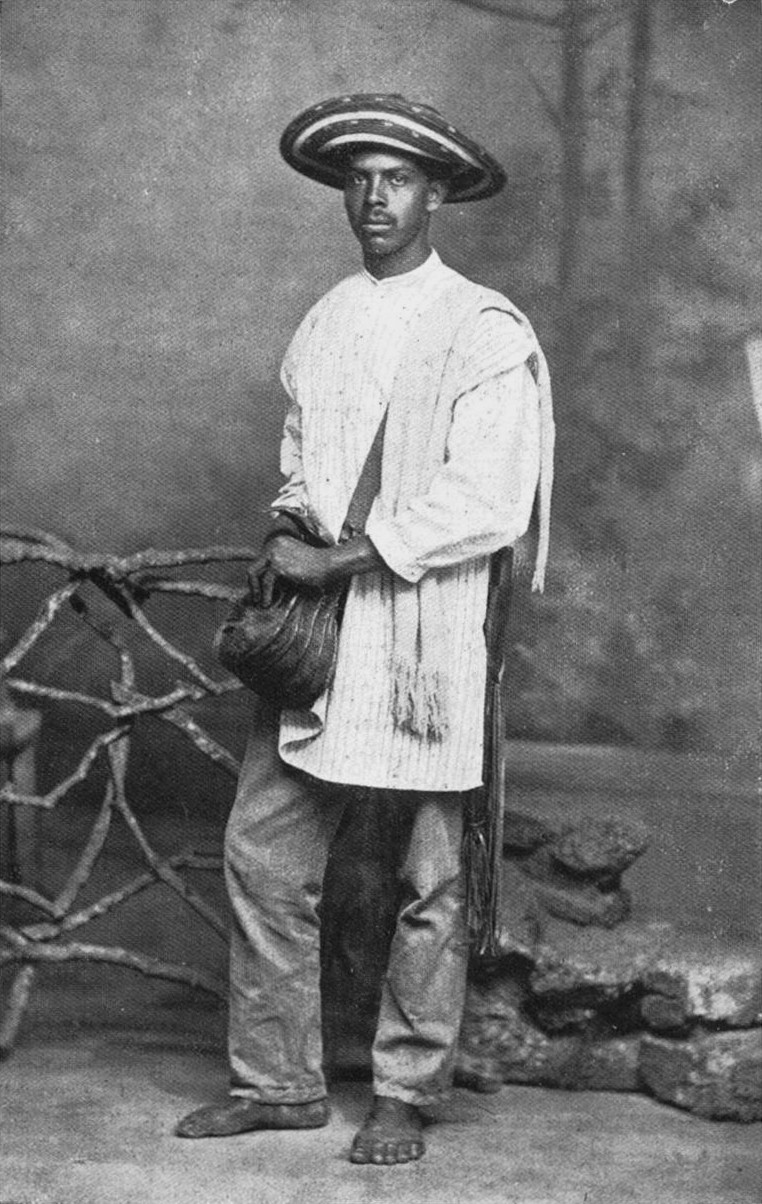
Paisa muleter se svým pončem, mačetou a kloboukem, 1910
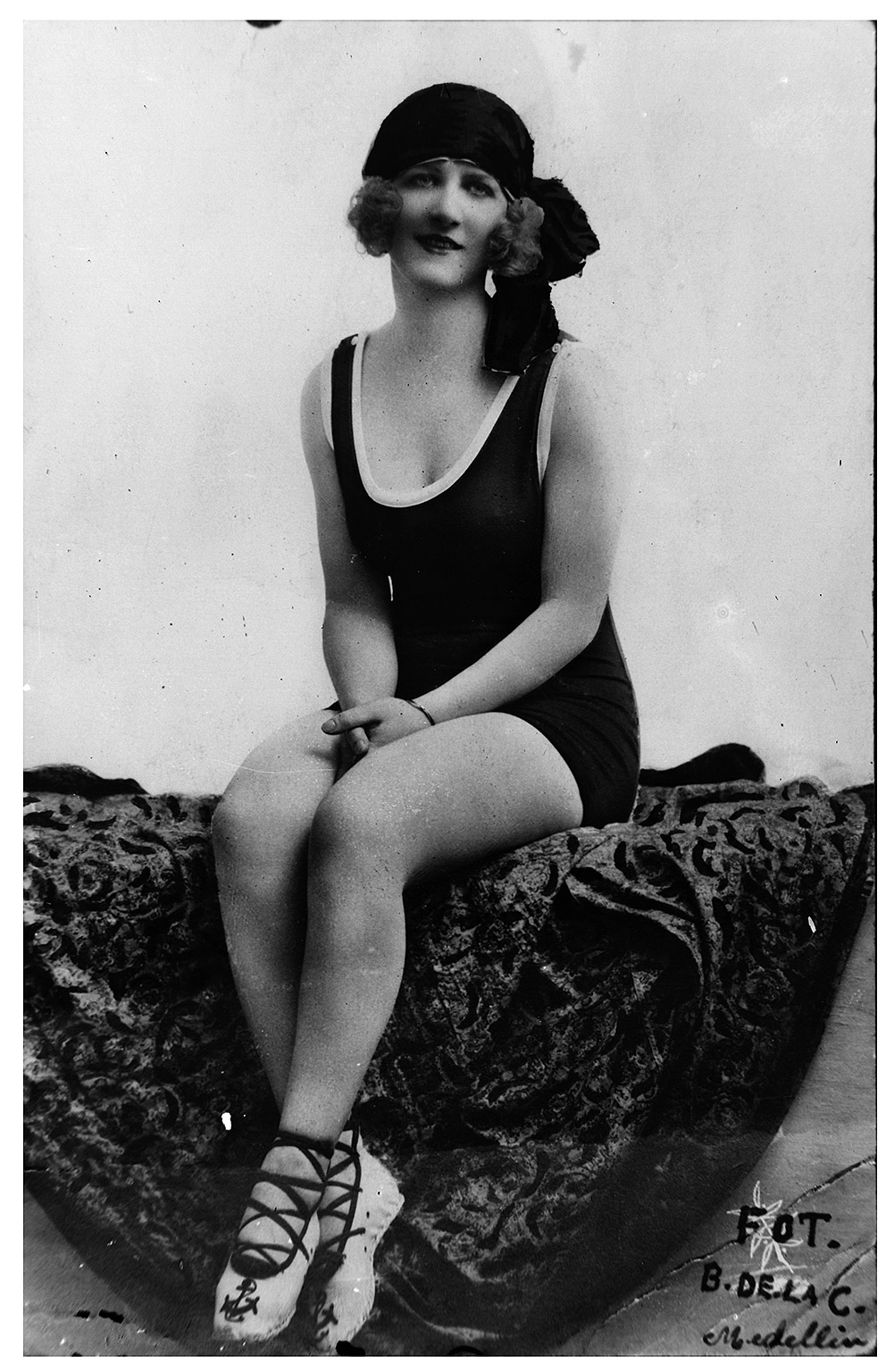
Blanca Isaza
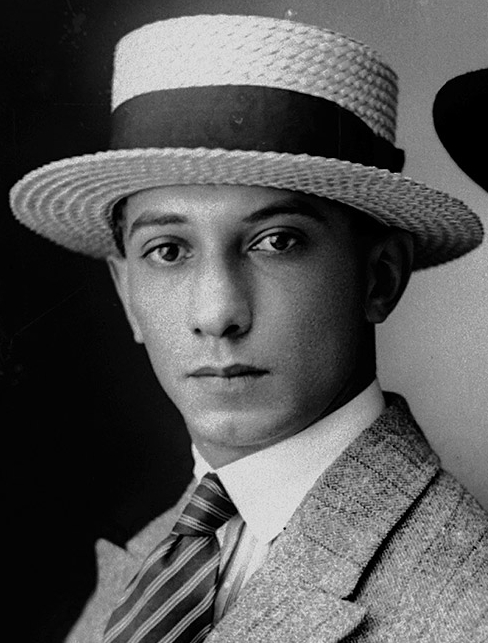
Libardo Parra, aka Tartarín Moreira, 1925
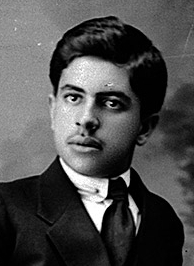
Luis Tejada Cano
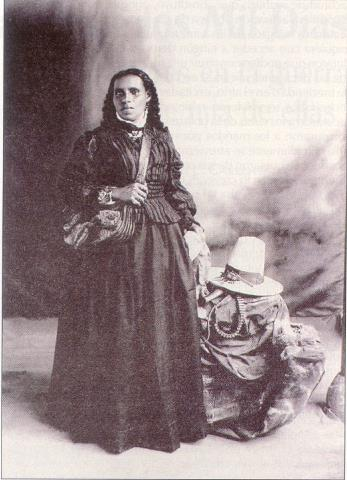
María Anselma Restrepo, partyzánská bojovnice v Tisícidenní válce, 1900
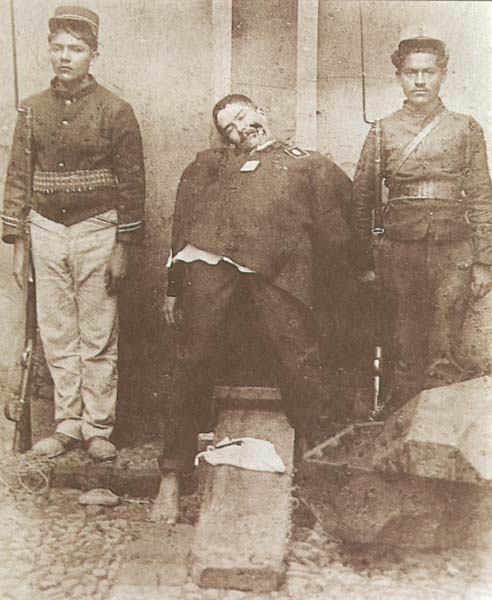
Poprava v Medellínu, kolem roku 1906